# Malangwa

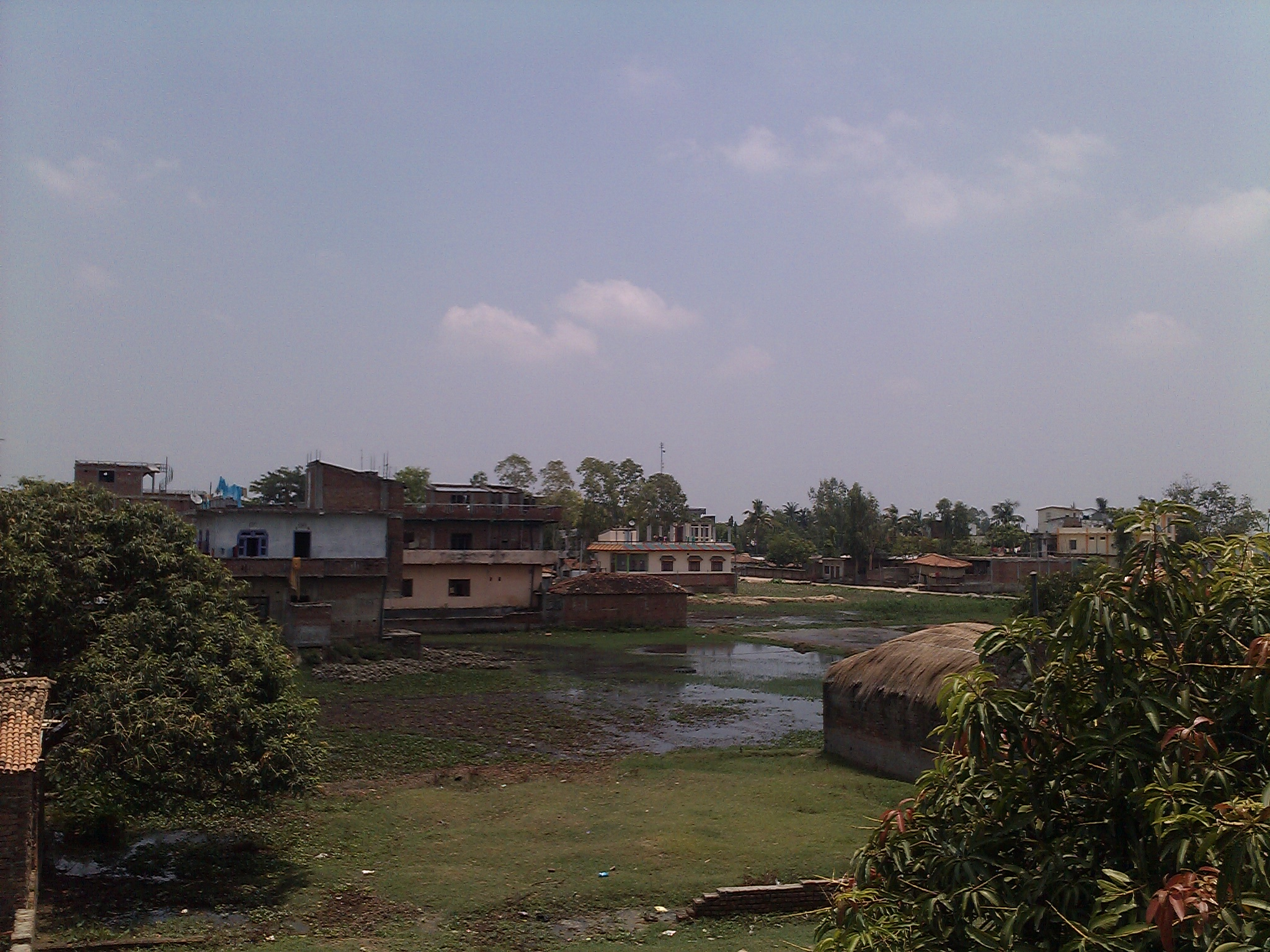
Malangwa (2014)

Malangwa ist eine Stadt (Munizipalität) im Terai in Nepal.
Die Stadt bildet den Verwaltungssitz des Distriktes Sarlahi. Die Stadt liegt unmittelbar an der indischen Grenze. 
Im Rahmen der Gemeindereform 2014 wurde das westlich gelegene Village Development Committee Musauli eingemeindet.

## Einwohner
Bei der Volkszählung 2011 hatte die Stadt Malangwa (einschließlich Musauli) 30.292 Einwohner (davon 14.724 männlich) in 5266 Haushalten.